# (73096) 2002 GU20
(73096) 2002 GU20 – planetoida z pasa głównego asteroid okrążająca Słońce w ciągu 3,64 lat w średniej odległości 2,37 j.a. Odkryta 14 kwietnia 2002 roku.